# Kitara
Kitara je profesionalna verzija lire sa sedam žica. Za razliku od lire koja je bila korištena u narodu, kitaru su koristili profesionalni glazbenici. Kitara se koristila na plesovima, recitacijama epova, rapsodijama, te lirskim pjesmama.